# São Sebastião do Alto
São Sebastião  do Alto este un oraș în unitatea federativă Rio de Janeiro (RJ), Brazilia.